# Canton de Chéroy
Le canton de Chéroy est une ancienne division administrative française du département de l'Yonne.
À la suite du redécoupage cantonal de 2014, les communes le constituant sont regroupées, avec celles des anciens cantons de Sens-Ouest et de Pont-sur-Yonne, au sein du canton de Gâtinais en Bourgogne.

## Composition
Le canton de Chéroy, d'une superficie de 236 km2, était composé de seize communes
.
| Nom                    | Code Insee | Intercommunalité            | Superficie (km2) | Population (dernière pop. légale) | Densité (hab./km2) |
| ---------------------- | ---------- | --------------------------- | ---------------- | --------------------------------- | ------------------ |
| La Belliole            | 89036      | CC du Gâtinais en Bourgogne | 8,49             | 256 (2014)                        | 30                 |
| Brannay                | 89054      | CC du Gâtinais en Bourgogne | 10,81            | 804 (2014)                        | 74                 |
| Chéroy                 | 89100      | CC du Gâtinais en Bourgogne | 10,52            | 1 624 (2014)                      | 154                |
| Courtoin               | 89126      | CC du Gâtinais en Bourgogne | 6,15             | 45 (2014)                         | 7,3                |
| Dollot                 | 89143      | CC du Gâtinais en Bourgogne | 15,28            | 329 (2014)                        | 22                 |
| Domats                 | 89144      | CC du Gâtinais en Bourgogne | 24,15            | 882 (2014)                        | 37                 |
| Fouchères              | 89180      | CC du Gâtinais en Bourgogne | 14,72            | 435 (2014)                        | 30                 |
| Jouy                   | 89209      | CC du Gâtinais en Bourgogne | 17,60            | 515 (2014)                        | 29                 |
| Montacher-Villegardin  | 89264      | CC du Gâtinais en Bourgogne | 29,20            | 776 (2014)                        | 27                 |
| Saint-Valérien         | 89370      | CC du Gâtinais en Bourgogne | 22,31            | 1 690 (2014)                      | 76                 |
| Savigny-sur-Clairis    | 89380      | CC du Gâtinais en Bourgogne | 16,44            | 429 (2014)                        | 26                 |
| Vallery                | 89428      | CC du Gâtinais en Bourgogne | 12,43            | 557 (2014)                        | 45                 |
| Vernoy                 | 89442      | CC du Gâtinais en Bourgogne | 14,42            | 234 (2014)                        | 16                 |
| Villebougis            | 89450      | CC du Gâtinais en Bourgogne | 11,81            | 620 (2014)                        | 52                 |
| Villeneuve-la-Dondagre | 89459      | CC du Gâtinais en Bourgogne | 14,55            | 281 (2014)                        | 19                 |
| Villeroy               | 89466      | CC du Gâtinais en Bourgogne | 7,10             | 429 (2014)                        | 60                 |

## Représentation

### conseillers généraux de 1833 à 2015
| Date d'élection   | Identité                                              | Parti                            | Qualité |
| ----------------- | ----------------------------------------------------- | -------------------------------- | --- |
| 1833-1834 (décès) | Comte Louis Marie Levesque de La Ferrière (1776-1834) |                                  | Ancien officier Pair de France, propriétaire à Vallery |
| 1835-1848         | Etienne Charles Memie Bardot                          |                                  | Maire de Chéroy |
| 1848-1852         | Jacques Ange Nicolas Bagard                           |                                  | Juge de paix du canton de Chéroy, maire de Montacher |
| 1852-1871         | Jules de Garempel Comte de Bressieux                  |                                  | Officier supérieur de cavalerie Maire de Savigny |
| 1871-1877         | Jacques Ange Nicolas Bagard                           |                                  | Propriétaire, notaire, maire de Montacher |
| 1877-1886         | Louis Bonsant                                         | Républicain                      | Propriétaire, maire de Chéroy |
| 1886-1898         | Abel Navault                                          | Républicain                      | Notaire à Montacher |
| 1898-1906 (décès) | Vicomte Eugène de Raincourt                           | Conservateur                     | Secrétaire du « comte de Chambord » Propriétaire à Saint-Valérien |
| 1906-1910         | Edmond Delajon                                        | Rad.                             | Maire de Saint-Valérien |
| 1910-1923         | Étienne Regnier                                       | Gauche républicaine démocratique | Maire de Jouy, conseiller d'arrondissement Député (1919-1928) |
| 1923-1928         | Adolphe Michelerne                                    | Rad.                             | Instituteur à Sens |
| 1928              | Vicomte Henri de Raincourt                            | FR                               | Propriétaire exploitant à Saint-Valérien, conseiller d'arrondissement décédé quatre jours après son élection |
| 1928-1940         | Marcel Marois                                         | Rad.ind.                         | Industriel Maire de Domats (1925-1942) |
|                   |                                                       |                                  | |
| 1943-1945         | Pierre Choupot                                        |                                  | Maire de Savigny-sur-Clairis Nommé conseiller départemental en 1943 |
|                   |                                                       |                                  | |
| 1945-1959 (décès) | Philippe de Raincourt                                 | RI                               | Maire de Saint-Valérien (1945-1959) Sénateur (1948-1959) |
| 1959-1964         | Georges Boully (1909-2001)                            | DVG                              | Directeur de l'Institut des Études Coopératives, maire de Saint-Valérien (1959-1964) |
| 1964-1980 (décès) | Jacques Piot                                          | RI puis UDR                      | Notaire à Chéroy - Sénateur (1968-1973) Député (1973-1980) |
| 1980-2008         | Henri de Raincourt                                    | UDF puis UMP                     | Sénateur (1986-2009 et 2012-2017) Ministre (2009-2012) Président du conseil général de l'Yonne (1992-2008) Maire (1977-2001) puis conseiller municipal de Saint-Valérien Président de la Communauté de communes du Gâtinais en Bourgogne Conseiller régional depuis 2010 |
| 2008-2015         | Jean-Baptiste Lemoyne                                 | UMP                              | Maire de Vallery (2014-2017) Collaborateur du groupe UMP à l'Assemblée nationale Sénateur (2014-2017) |

### Conseillers d'arrondissement (de 1833 à 1940)
| Période                                  | Période | Identité                               | Étiquette                        | Qualité |
| ---------------------------------------- | ------- | -------------------------------------- | -------------------------------- | --- |
| 1833                                     | 1839    | Étienne Leviel                         |                                  | Ancien directeur des contributions directes, propriétaire à Jouy                                            |
| 1839                                     | 1848    | Pierre-Alphonse Claisse                |                                  | Médecin, maire de Saint-Valérien                                                                            |
| 1848                                     | 1870    | Jules Alphonse Poussard (1811-1884)    |                                  | Notaire, juge de paix, maire de Chéroy                                                                      |
| 1870                                     | 1877    | Louis Bonsant                          | Républicain                      | Maire de Chéroy                                                                                             |
| 1877                                     | 1883    | Jean-Charles Boullé (1810-1911)        |                                  | Médecin, propriétaire, maire de Saint-Valérien                                                              |
| 1883                                     | 1886    | Alexandre Prot                         |                                  | Maire de Dollot                                                                                             |
| 1886                                     | 1910    | Étienne Regnier                        | Gauche républicaine démocratique | Propriétaire agriculteur, maire de Jouy, suppléant du juge de paix                                          |
| 1910                                     | 1928    | Vicomte Henri de Raincourt (1883-1928) | Droite                           | Propriétaire exploitant à Saint-Valérien                                                                    |
| 1928                                     | 1940    | Émile Meunier                          | Droite PSF                       | Maire de Saint-Valérien                                                                                     |
| Les données manquantes sont à compléter. |         |                                        |                                  | |
| 1940                                     |         |                                        |                                  | Les conseils d'arrondissement ont été suspendus par la loi du 12 octobre 1940 et n'ont jamais été réactivés |

## Démographie

### Évolution démographique
| 1962  | 1968  | 1975  | 1982  | 1990  | 1999  | 2006  | 2011  | 2012  |
| ----- | ----- | ----- | ----- | ----- | ----- | ----- | ----- | ----- |
| 5 476 | 5 598 | 5 664 | 6 382 | 7 319 | 7 916 | 8 631 | 9 667 | 9 771 |

### Âge de la population
La pyramide des âges, à savoir la répartition par sexe et âge de la population, du canton de Chéroy en 2009 ainsi que, comparativement, celle du département de l'Yonne la même année sont représentées avec les graphiques ci-dessous.
La population du canton comporte 49,4 % d'hommes et 50,6 % de femmes. Elle présente en 2009 une structure par grands groupes d'âge légèrement plus âgée que celle de la France métropolitaine.
Il existe en effet 95 jeunes de moins de 20 ans pour cent personnes de plus de 60 ans, alors que pour la France l'indice de jeunesse, qui est égal à la division de la part des moins de 20 ans par la part des plus de 60 ans, est de 1,06. L'indice de jeunesse du canton est par contre supérieur à celui  du département (0,87) et à celui de la région (0,84).
| Hommes | Classe d’âge | Femmes |
| ------ | ------------ | ------ |
| 0,5    | 90 ans ou +  | 1,7    |
| 8,4    | 75 à 89 ans  | 11,2   |
| 15,5   | 60 à 74 ans  | 15,2   |
| 21,6   | 45 à 59 ans  | 19,8   |
| 19,7   | 30 à 44 ans  | 19,4   |
| 14,0   | 15 à 29 ans  | 14,1   |
| 20,4   | 0 à 14 ans   | 18,6   |

| Hommes | Classe d’âge | Femmes |
| ------ | ------------ | ------ |
| 0,5    | 90 ans ou +  | 1,4    |
| 7,9    | 75 à 89 ans  | 11,9   |
| 15,5   | 60 à 74 ans  | 15,6   |
| 21,5   | 45 à 59 ans  | 20,7   |
| 19,3   | 30 à 44 ans  | 18,4   |
| 16,3   | 15 à 29 ans  | 15,1   |
| 19,0   | 0 à 14 ans   | 16,9   |

## Culture, patrimoine et société

### La ronde des seize clochers
La Ronde des seize clochers est une épreuve de course à pied par relais de 75,5 km organisée annuellement depuis 1987 à travers les seize communes du canton de Chéroy,,
Le parcours, bien qu'identique d'une année à l'autre, voit son point de départ se déplacer d'un village à l'autre au fil des ans. Le trajet étant un circuit, le village de départ est également celui d'arrivée.
La ronde est divisée en 9 étapes : les étapes n°1 à 8 sont courues individuellement et la n°9 est parcourue par l'ensemble des membres de l'équipe.
Les équipes sont constituées de 5 à 8 participants. Cependant, la distance à parcourir par chacun est d'autant plus grande que l'équipe est réduite.
La ronde est ouverte à tous, licenciés ou non. Les équipes peuvent-être féminines, masculines ou mixtes sans distinction de catégories.